# Рассвет (модуль МКС)
«Рассве́т» (МИМ-1, стыковочно-грузовой модуль, индекс: 521ГК, заводской № 1) — модуль российского сегмента Международной космической станции (МКС), созданный РКК «Энергия» по заказу Федерального космического агентства России на основе уже готового корпуса для ранее планировавшегося научно-энергетического модуля (НЭМ)
Модуль предназначен для стыковки кораблей «Союз» и «Прогресс» к МКС со стороны ФГБ «Заря» (с возможностью дозаправки МКС топливом). В гермоотсеке модуля организованы пять универсальных рабочих мест для проведения на них биотехнологических и материаловедческих экспериментов. Стоимость разработки составила около 200 миллионов долларов США.

## Стыковка
14 мая 2010 года в 22:20 MSK МИМ-1 «Рассвет» отправился к МКС на борту шаттла «Атлантис» STS-132. Модуль установлен 18 мая 2010 года на надирном порту ФГБ «Заря».
Снаружи модуля установлены шлюзовая камера и радиационный теплообменник, которые планируется переставить на гермоадаптер научного российского модуля «Наука». Также на модуль установлены запасной локтевой элемент манипулятора ERA и переносное рабочее место для экспериментов в открытом космическом пространстве. Модуль снабжён системой регенерации воды из урины, подобной тому что стоит на американском сегменте станции и стоял на орбитальной станции «Мир».

## Характеристики модуля
По данным «Роскосмоса» и НАСА:
| Масса доставляемых грузов и оборудования                  | 2 940 кг |
| Стартовая масса модуля                                    | 8 015 кг |
| Максимальный диаметр корпуса (без навесного оборудования) | 2,2 м    |
| Длина корпуса (по плоскостям стыковочных агрегатов)       | 6 м      |
| Внутренний объём (по газу)                                | 17,4 м3  |
| Жилой объём                                               | 5,8 м3   |

## Состав бортовых систем
В состав бортовых систем модуля входят:
1. система стыковки активная;
2. система стыковки пассивная;
3. система управления бортовой аппаратурой;
4. система электроснабжения;
5. система обеспечения теплового режима;
6. средства обеспечения газового состава;
7. средства противопожарной защиты;
8. система бортовых измерений;
9. средства управления движением и навигации;
10. телевизионная система;
11. средства обеспечения дозаправки топлива;
12. система телефонной связи;
13. система управления СОТР;
14. комплекс целевых нагрузок.

## События
29 июня 2010 года Союз ТМА-19 отстыковался от служебного модуля «Звезда» российского сегмента Международной космической станции и совершил получасовой перелёт на новый модуль «Рассвет» с которым впервые была совершена стыковка.

## Галерея

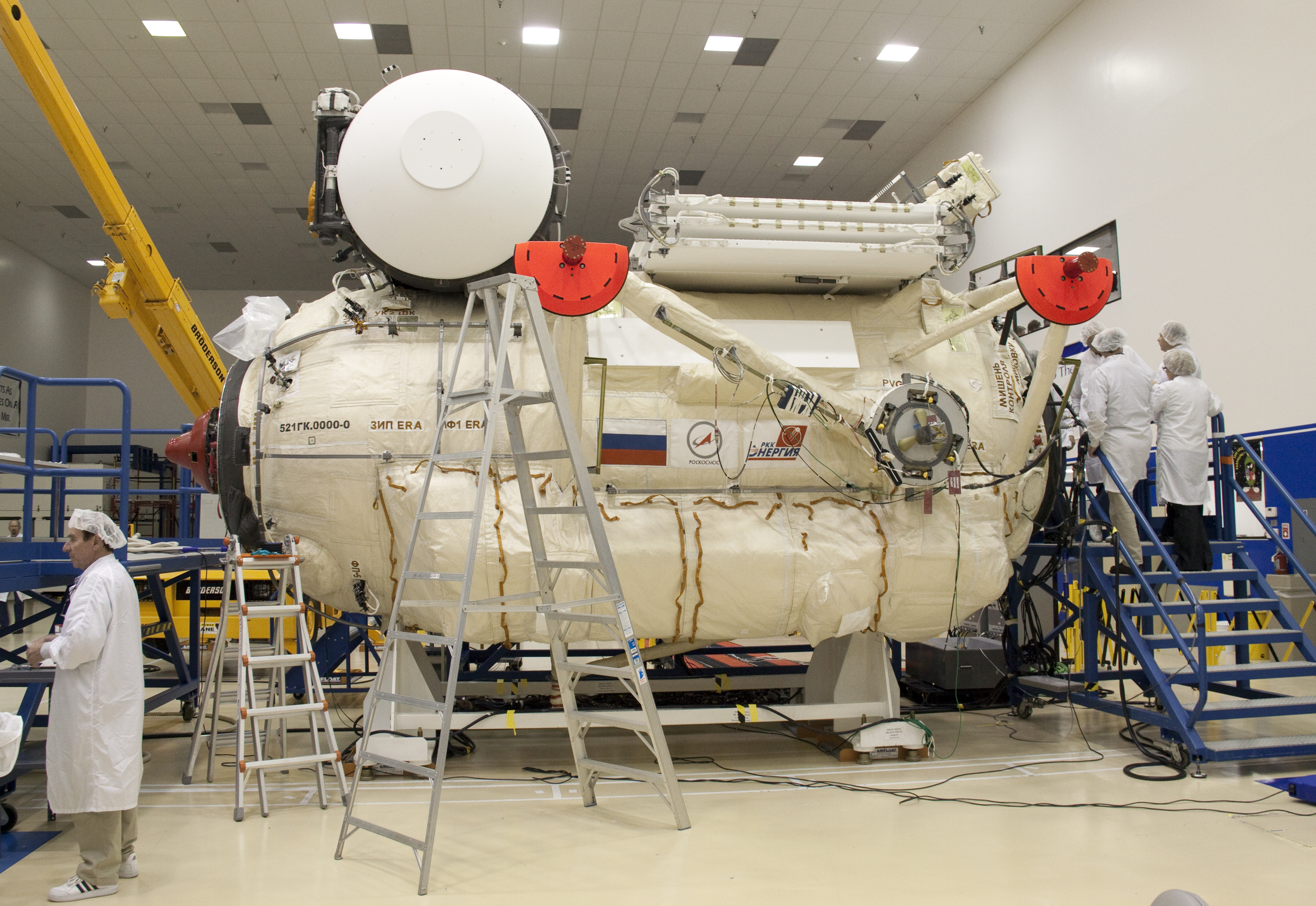
«Рассвет» в здании «Астротек»
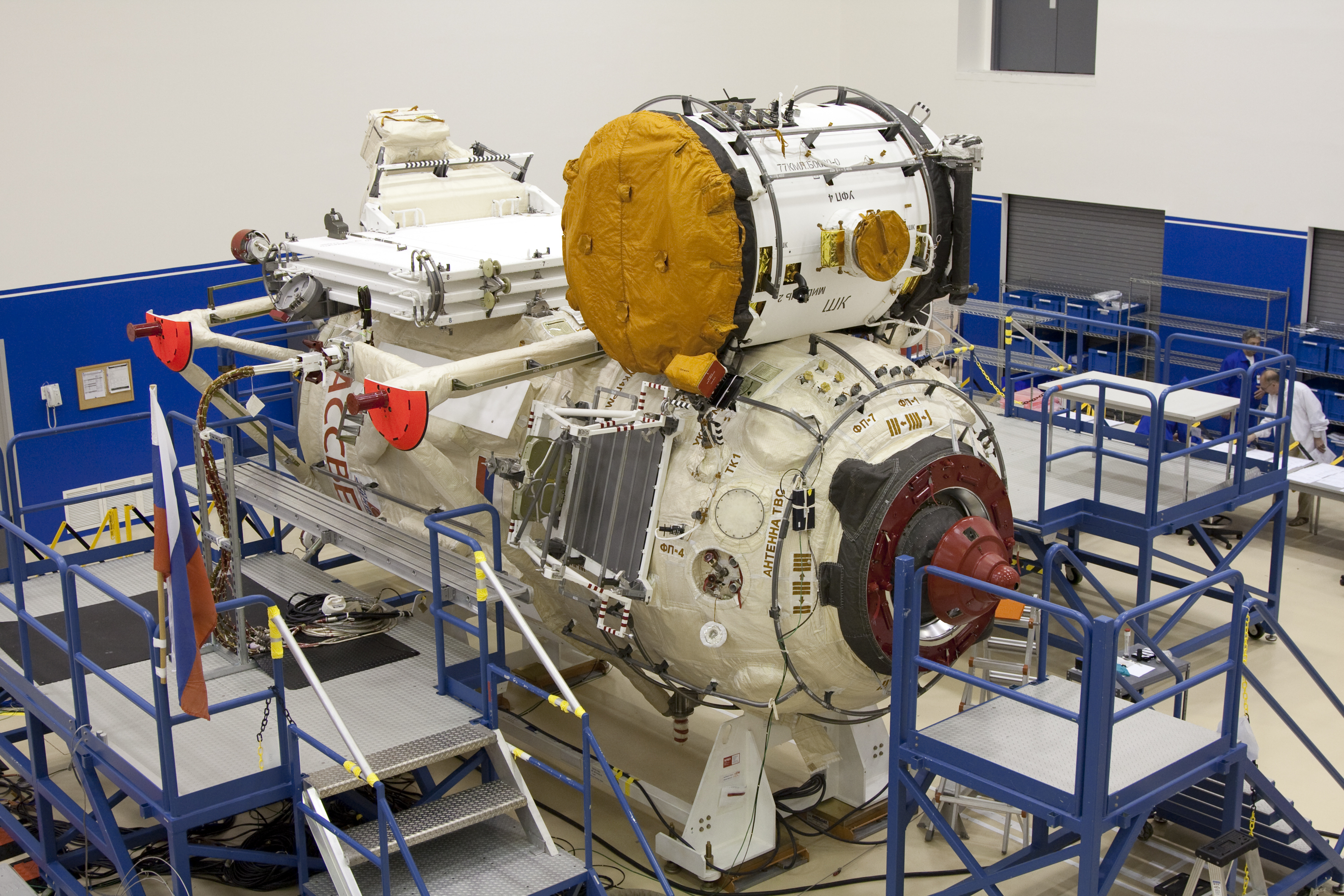
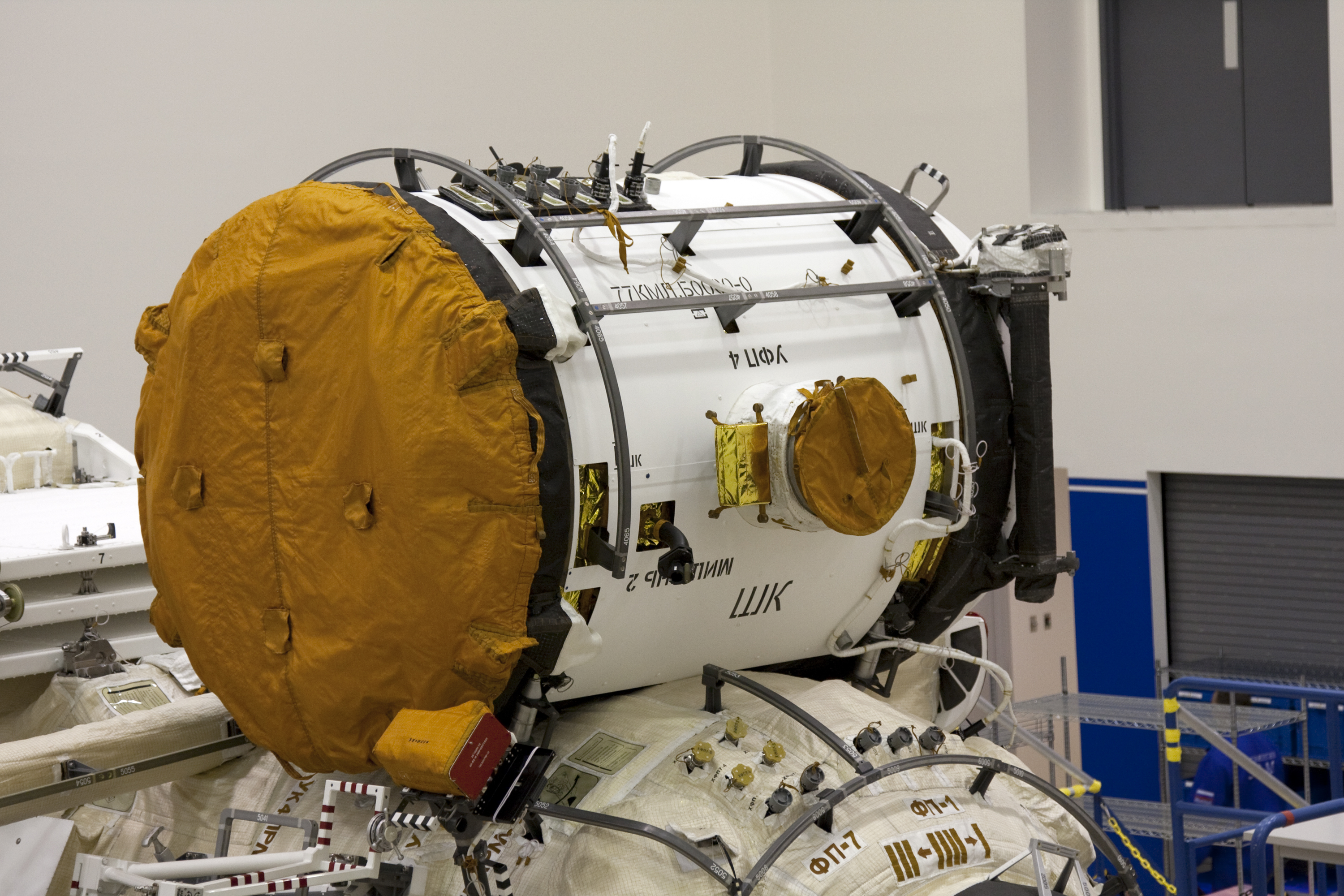
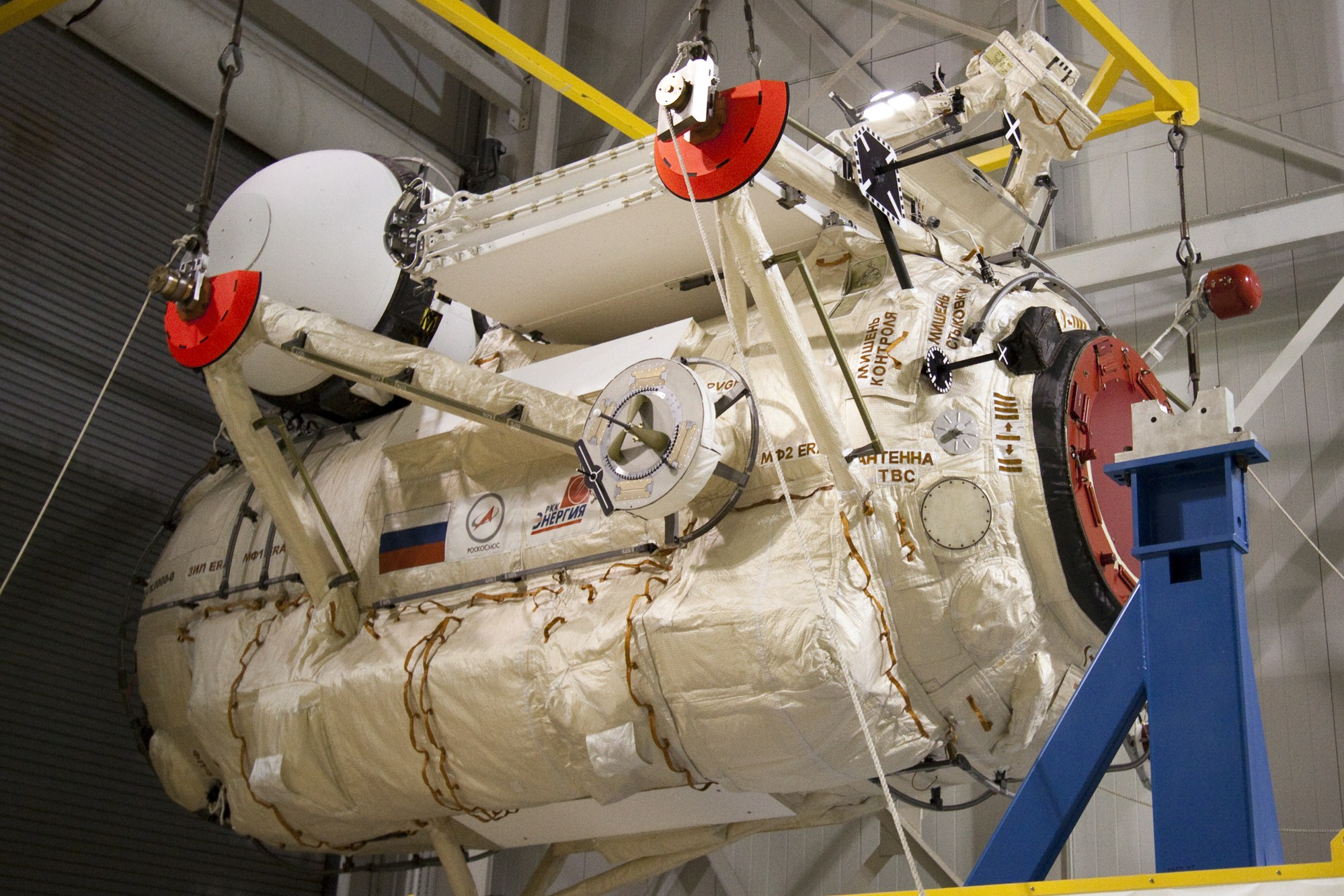
«Рассвет» в монтажно-сборочном цехе космической станции космического центра им. Кеннеди
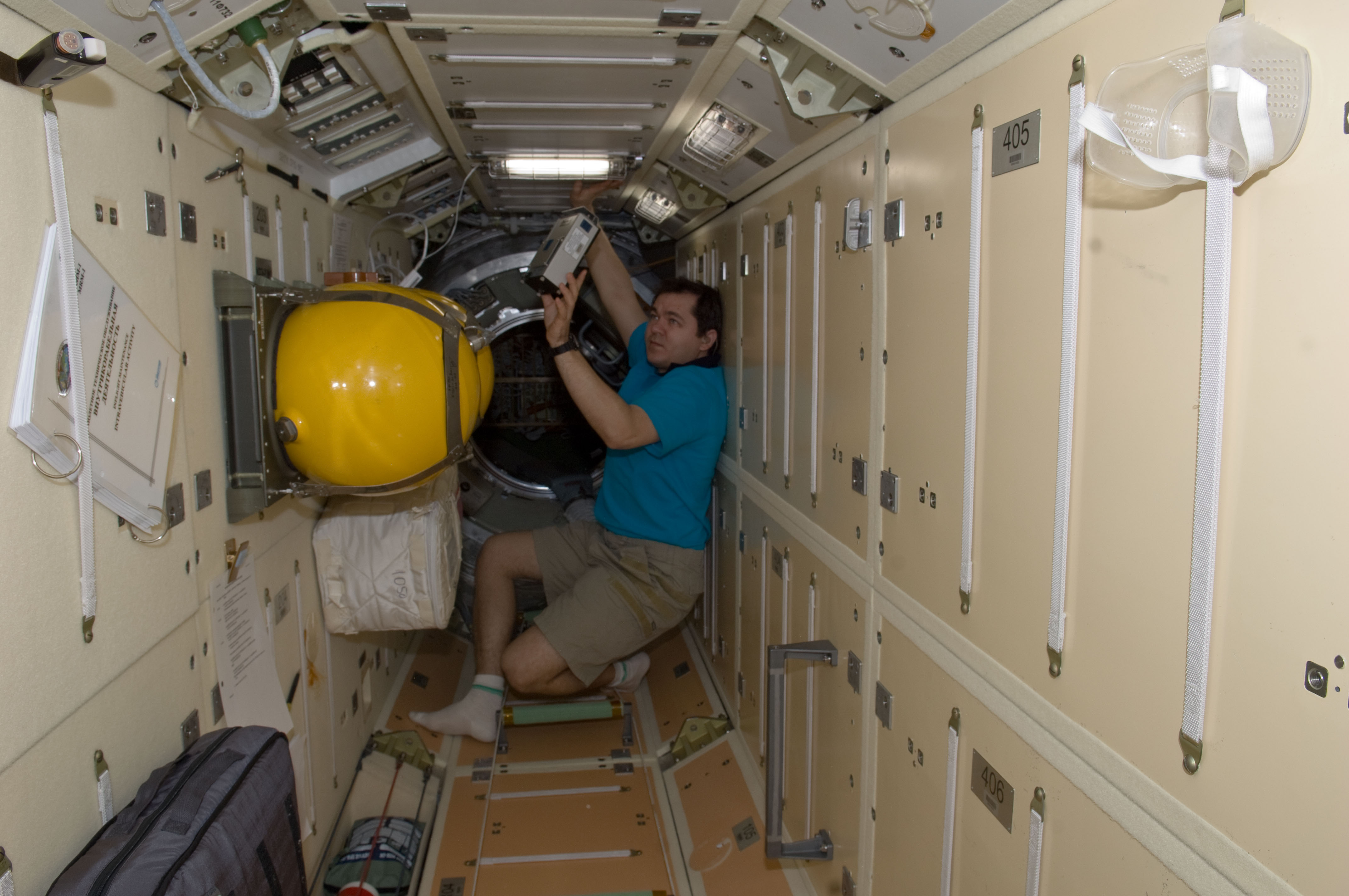
Внутри модуля «Рассвет»
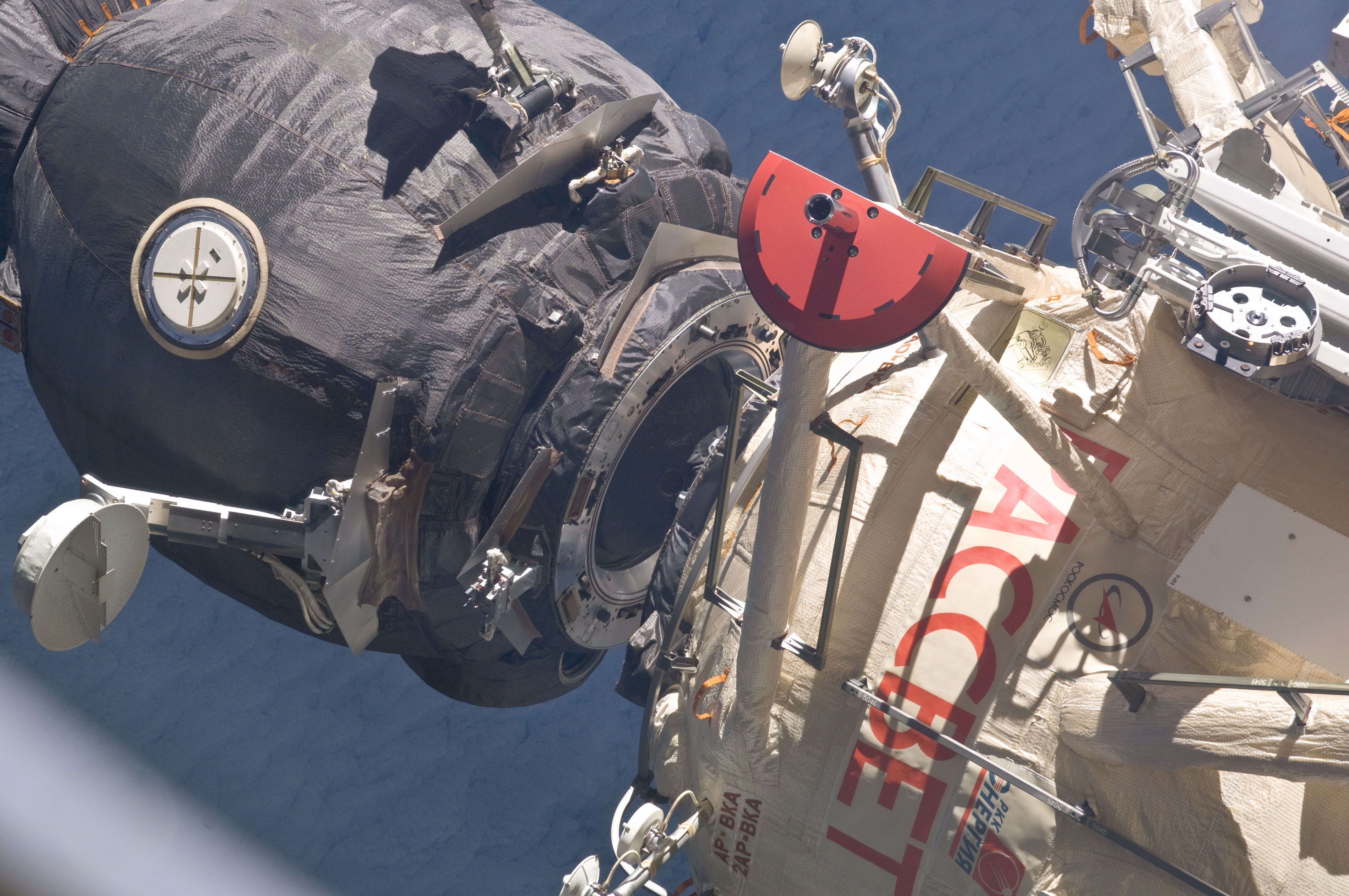
Первая стыковка с модулем «Рассвет», выполненная пилотируемым кораблём «Союз ТМА-19»
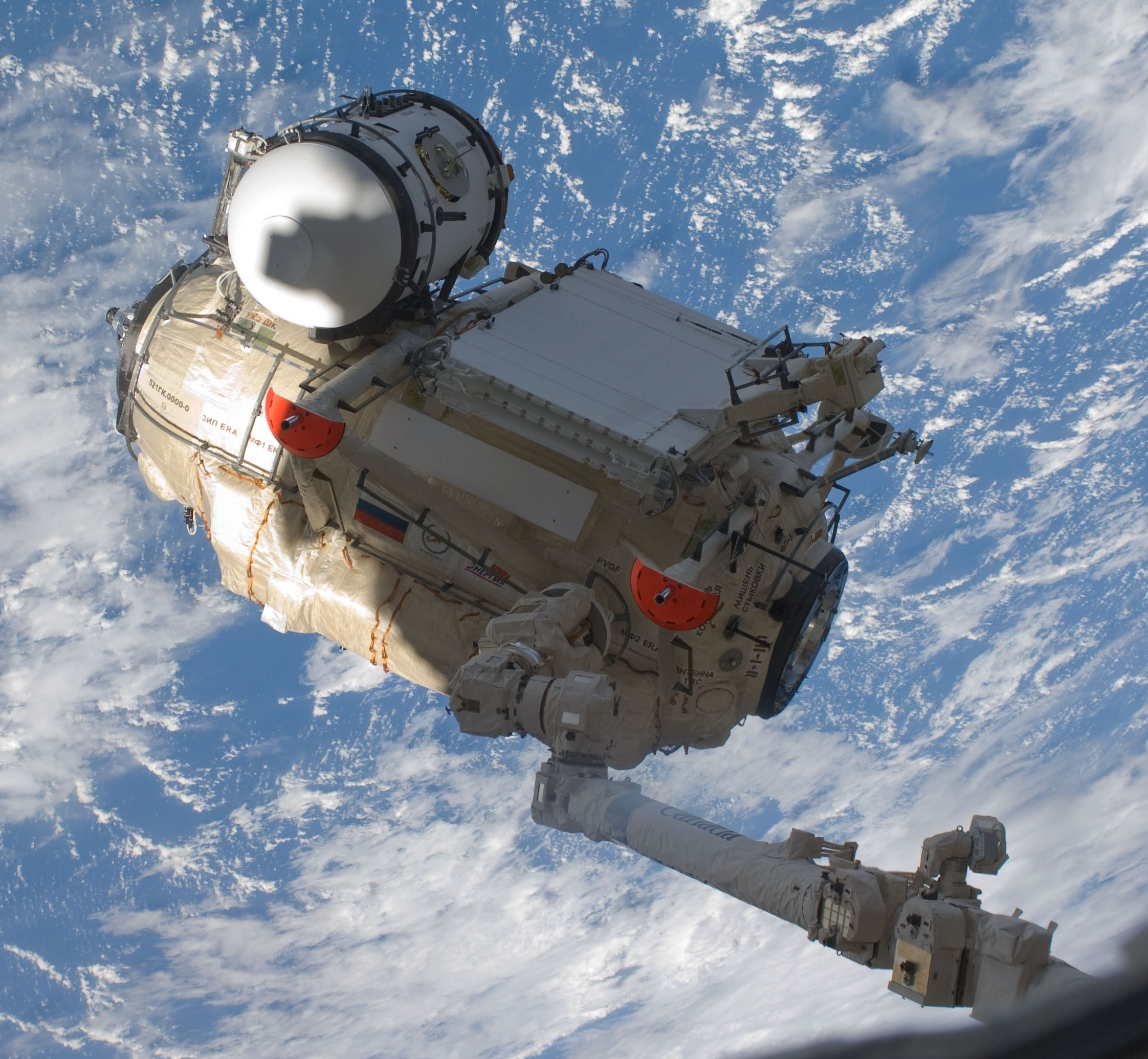